# Presa de Becerra
Presa de Becerra är en ort i Mexiko.   Den ligger i kommunen Querétaro och delstaten Querétaro Arteaga, i den centrala delen av landet, 210 km nordväst om huvudstaden Mexico City. Presa de Becerra ligger 2 110 meter över havet och antalet invånare är 418.
Terrängen runt Presa de Becerra är huvudsakligen kuperad, men söderut är den platt. Runt Presa de Becerra är det tätbefolkat, med 947 invånare per kvadratkilometer. Närmaste större samhälle är Santa Rosa Jauregui, 13,6 km söder om Presa de Becerra. Omgivningarna runt Presa de Becerra är en mosaik av jordbruksmark och naturlig växtlighet.